# 吉利汽車

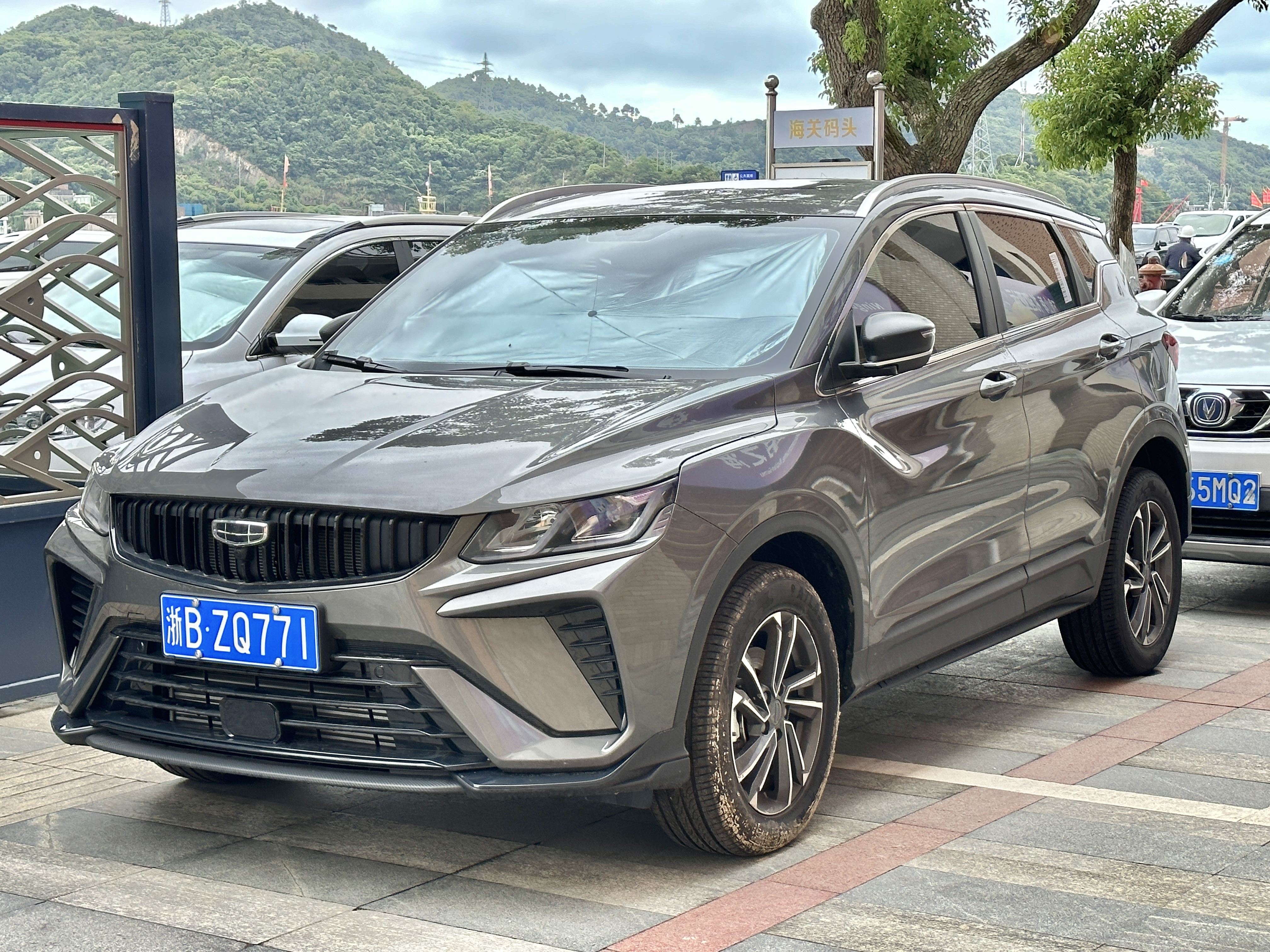
Geely・Binyue

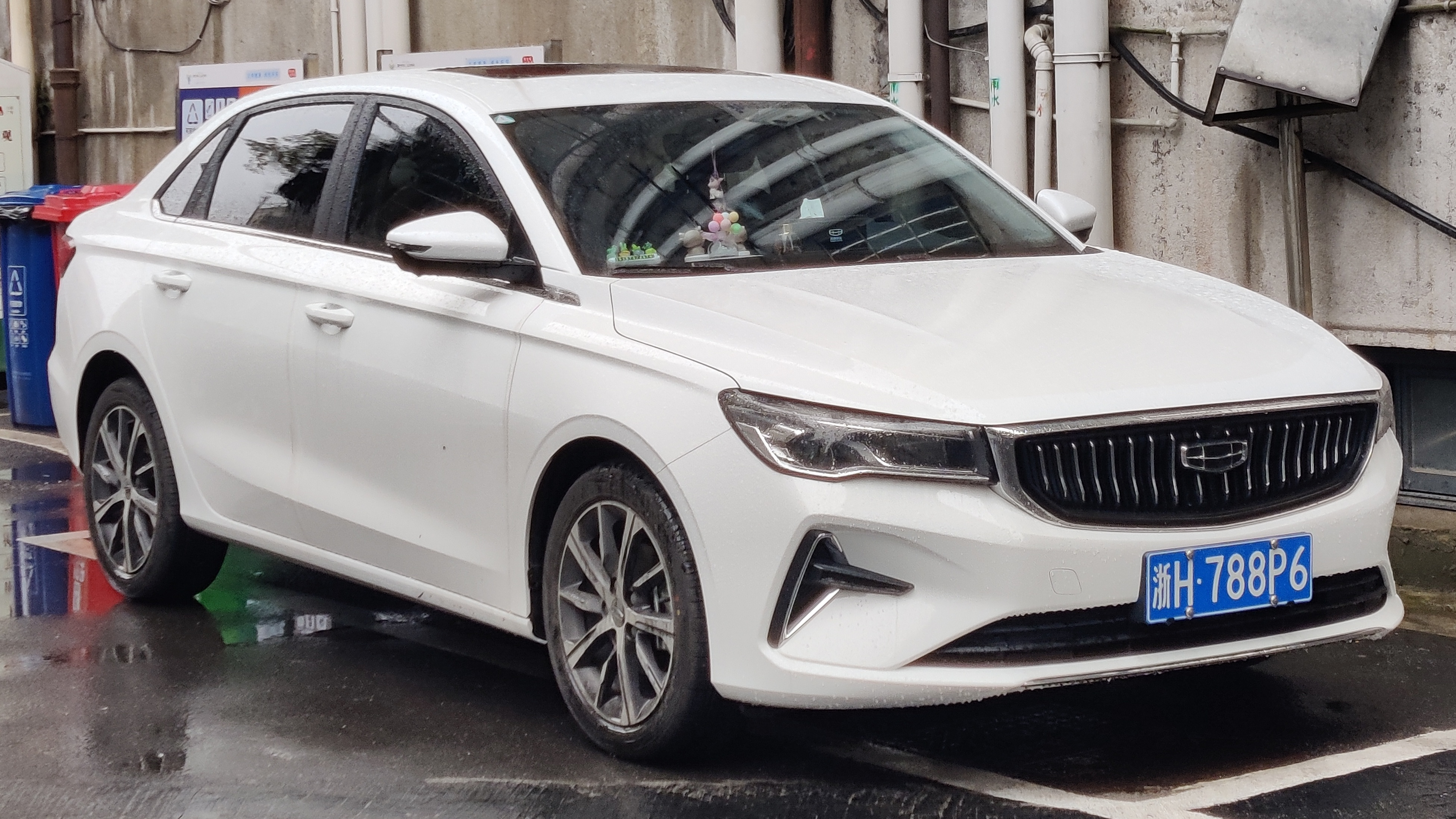
Geely・Emgrand

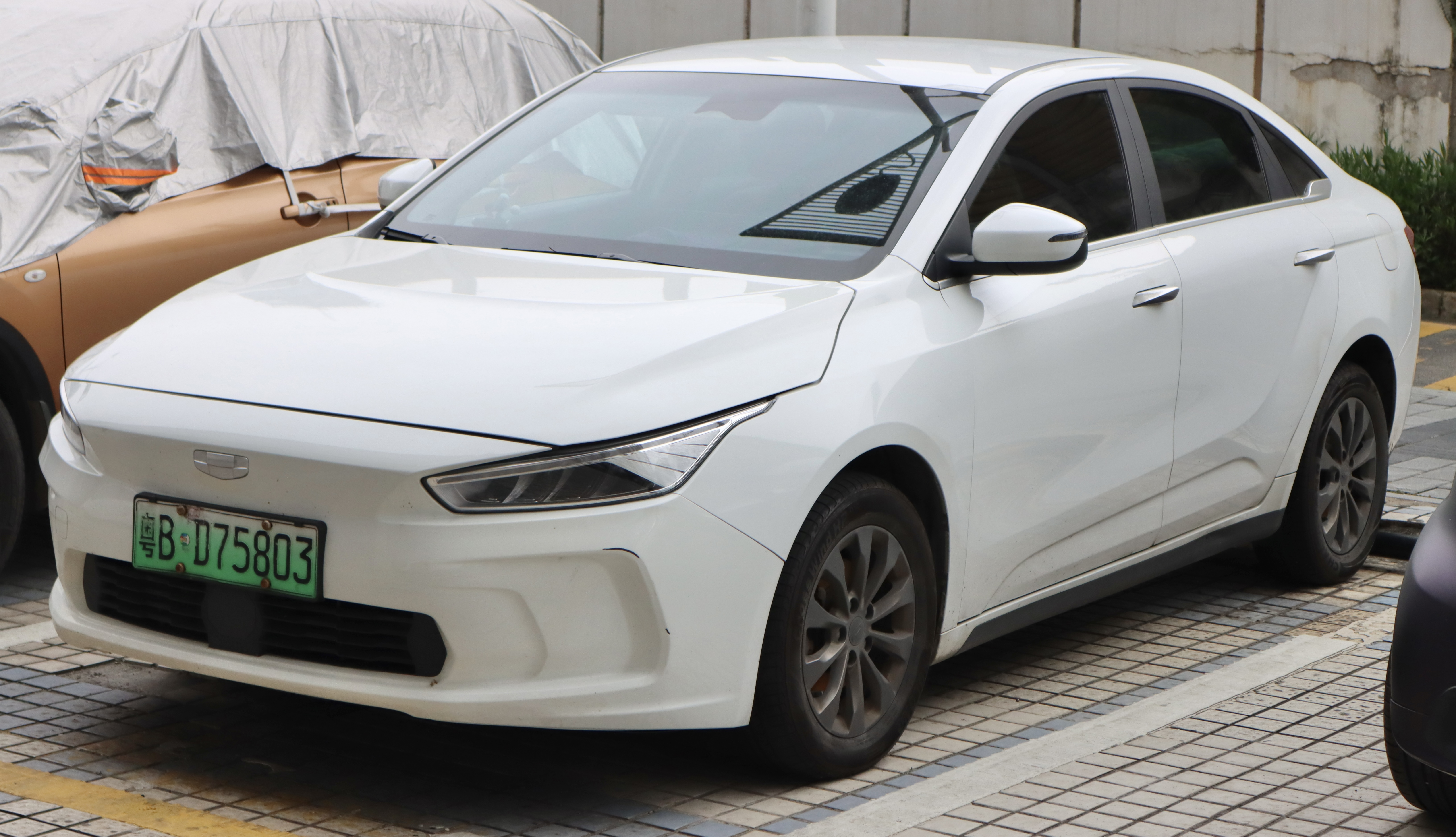
Geely・Geometry A

吉利汽車控股有限公司（ジーリー・オートモービル、Geely Automobile Holdings Ltd、簡体字: 吉利汽车控股）は、中国の自動車製造企業であり、浙江吉利控股集団（ジーリーホールディンググループ、Zheijiang Geely Holding Group Co., Ltd.）傘下の大手自動車メーカーである。香港証券取引所に上場している。子会社に上海華普汽車を持つ。

## 概要
1997年に自動車生産のために設立。1998年に初の量産モデルを製作。2001年に中国政府から正式に自動車メーカーとして認可を受けた。
2002年7月には上海吉利美嘉峰国際貿易股份有限公司 (Geely International Corporation) を設立し、翌2003年から自動車の輸出を開始した。
2000年代にはジーリー・CKなどのモデルを発売。
2010年には親会社の浙江吉利控股集団がボルボ・カーズを傘下に収めた。これにより製品品質を大幅に向上させた。
2016年10月、新ブランド「Lynk & Co」が発足した。
2021年4月、二次電池式電気自動車（BEV）部門を分社化、高級BEVブランドの「Zeekr」を立ち上げた。同年8月、同ブランドがインテル・キャピタル、CATL、ビリビリ、鴻商集団、博裕投資から出資を受けた。2022年10月31日には上場する計画を発表した。

### Geely
吉利汽車の主力ブランド。幅広い価格帯の乗用車を販売し、セダン、SUV、クロスオーバーSUVなど、多様な車種をラインナップする。Emgrand（帝豪）シリーズやBoyue（博越）SUVなどが代表モデル。

### Lynk & Co
2016年に立ち上げられたプレミアムブランド。吉利とボルボ・カーズの共同出資で設立された。インターネットでの車両販売やカーシェアリング機能を標準搭載するなど、若年層をターゲットとしたマーケティングを行っている。プラグイン・ハイブリッド車（PHEV）が中心で純電気自動車（BEV）は販売していない。

### Zeekr
2021年に設立された高級BEVブランド。電動車ならではの優れた加速性能を特徴としており、中国国内ではBYD、テスラなどのBEVメーカーと競合関係にある。2025年に日本での販売を開始する予定。

### Geometry
2019年に設立された電気自動車ブランド。手頃な価格帯の電気自動車を販売し、都市部の消費者をメインターゲットとしている。2024年10月に「Galaxy」ブランドに統合された。

### Galaxy
2023年2月に設立されたPHEVおよびBEVのブランド。

## 実績
2008年の乗用車の販売台数は約22万台。
2009年1月から10月の自動車販売台数は25万台に達しており、すでに本年度販売目標を達成している。2009年度の販売台数は30万台の見込み。
2010年度の自動車販売目標台数を前年同期比33％増となる40万台と発表した。
2017年に初めて年間販売台数が100万台を超え、2017年から2021年にかけて、5年連続で中国ブランドの乗用車販売台数で首位となった。
2023年度の販売台数は約168万台であった。

## 主な販売車種
- 帝豪GL（セダン）
- 博瑞（中型セダン）
- 金刚（小型セダン）
- 帝豪（小型セダン）
- 远景（小型セダン）
- 帝豪EV（電気セダン）
- 帝豪GS（ハッチバック）
- 熊猫（ハッチバック）
- 博越 (SUV)
- 星越L (SUV)
- Zeekr 001 (SUV)
- 远景SUV（中型SUV）
- 远景x1（小型SUV）

## 中国政府との関係
創業者の李書福は中国共産党の習近平総書記が「吉利を支援せずしてどの企業を支援するのか」と述べるほど習近平とは浙江省党委書記だった時代から親しい間柄にあるとされている。

## 主要株主
浙江吉利控股集団など。

## テレビ番組
- 日経スペシャル カンブリア宮殿 村上龍×世界最大市場 中国自動車革命の旗手（2010年12月23日、テレビ東京）[18]